# Gaston Bridel
Gaston Bridel (* 1. Dezember 1895 in Montreux; † 23. Mai 1982 in Prilly, Kanton Waadt) war ein Schweizer Journalist. Er war von 1938 bis 1960 Chefredaktor der Genfer Zeitung Tribune de Genève.

## Leben
Bridel war der Sohn des protestantischen Pfarrers Eugène Bridel († 1929) und der Alice Bridel geb. Boiceau († 1946). Er hatte sechs Geschwister, darunter Nationalrat Georges Bridel. Bridel studierte Theologie und Philosophie an der Universität Lausanne. Er war verheiratet mit Simone Bridel geb. Dubrit, die anderthalb Jahre vor ihm, 1980, verstarb, und hatte mit ihr drei Kinder. Seine Tochter Danielle († 2004) war Juristin im Bundesamt für Sozialversicherung, ab 1976 Chefin der Abteilung Krankenversicherung, sein Sohn Claude († 2007) Rektor der Universität Lausanne.
1944–1946 war Bridel Präsident des Vereins der Schweizer Presse (VSP, heute impressum). Bridel war Theaterliebhaber, er übernahm selbst die Theaterkritik in seiner Zeitung, war von 1930 bis 1938 Präsident, danach Ehrenpräsident des Théâtre du Jorat in Mézières und spielte auch selbst, darunter den Waadtländer Freiheitshelden Major Davel im gleichnamigen Drama von René Morax. Er war Vorstandsmitglied und ab 1974 Ehrenmitglied der 1961 gegründeten Alliance culturelle romande und Mitglied der Schweizerischen UNESCO-Kommission.

## Berufliche Karriere
Nach dem Studium trat Bridel 1919 als Redaktor in die Zeitung Gazette de Lausanne ein und wurde 1927 zum Generalsekretär ernannt. Anfang 1938 wechselte er als Direktor-Chefredaktor zur Tribune de Genève, die sich unter seiner Leitung zu einem populären Qualitätsblatt entwickelte. Ende 1960 wurde er pensioniert.

## Werke
Le Théâtre en Suisse romande, Luzern: Theaterkultur-Verlag 1937 (Jahrbuch der Schweizerischen Gesellschaft für Theaterkultur; 9, 1937) 